# ESPN (Austrália)
ESPN (Austrália) é a divisão australiana da ESPN, parte do grupo ESPN International. Ela é oferecida na Austrália, Nova Zelândia, Papua Nova Guiné e nas Ilhas do Pacífico.

## Histórico
Inicialmente, a ESPN era conhecida como Sports ESPN na operadora de televisão a cabo Optus Vision, focando nos esportes transmitidos pela rede americana, como futebol americano, beisebol e basquete.
Para expandir sua audiência local, a emissora passou a exibir cada vez mais jogos de futebol, incluindo a FA Cup, partidas de qualificação para a Copa do Mundo e a Major League Soccer. Além disso, a programação da rede inclui partidas de rugby, entre outros esportes.
A ESPN começou a ser transmitida pela Austar em abril de 1999 e, posteriormente, pela Foxtel em setembro de 2002.
Um marco importante na história da rede foi a transmissão da estreia de Jarryd Hayne pelo San Francisco 49ers na National Football League, em 15 de setembro de 2015. O evento atraiu a maior audiência da história da ESPN Austrália, com 116.000 espectadores acompanhando o jogo ao vivo, superando o recorde anterior de 107.100 espectadores durante o Super Bowl XLVIII em 2014.
Em 1º de março de 2011, o ESPN2 foi lançado na Austrália, disponível tanto em definição padrão quanto em alta definição.
Em 14 de fevereiro de 2017, a ESPN passou a ser transmitida em HD para os assinantes do serviço Fetch TV.
Desde 2023, tem sido a única rede de propriedade da Disney na Oceania, juntamente com Baby TV, a transmitir como um canal de televisão linear, com o Disney Channel e Disney Junior, assim como Nat Geo Wild e National Geographic, todos tendo sido descontinuados em favor do serviço de streaming Disney+.

## ESPN HD
A ESPN HD foi um dos primeiros cinco canais a serem disponibilizados em alta definição com o lançamento do Foxtel HD+. A transmissão da ESPN HD começou em junho de 2008. A versão em definição padrão (SD) passou a ser exibida em formato widescreen em 25 de janeiro de 2010.
Em 2 de junho de 2011, tanto a ESPN HD (simulcast em HD) quanto o ESPN3.com foram lançados na Nova Zelândia pela Sky.

## ESPN 3D
A ESPN 3D foi lançada na Austrália em 30 de julho de 2010, estreando com a transmissão ao vivo de 8 horas dos X Games 16 em 3D. Em 1º de novembro de 2010, a Foxtel 3D foi ao ar, passando a exibir todo o conteúdo da ESPN 3D, que deixou de ter um canal próprio. No entanto, a ESPN 3D foi descontinuada em 30 de setembro de 2013, devido à "baixa adesão dos telespectadores aos serviços em 3D".